# Paradrino laxifrons
Paradrino laxifrons är en tvåvingeart som beskrevs av Hiroshi Shima 1984. Paradrino laxifrons ingår i släktet Paradrino och familjen parasitflugor. Inga underarter finns listade i Catalogue of Life.